# The Ashes (rugby à XIII)
Pour les articles homonymes, voir Ashes.
The Ashes, littéralement « les Cendres », est une série de test-matches de rugby à XIII qui oppose les équipes de Grande-Bretagne et d'Australie. Le nom cette compétition est directement influencée par la série de test-matches de cricket du même nom, The Ashes, confrontant l'Australie à la Grande-Bretagne.
Lors de la première tournée de l'équipe australienne en Angleterre, les Australiens suggèrent de nommer The Ashes la série de tests-matches contre la Grande-Bretagne .Depuis 1908, 39 séries de tests-matches se sont disputées, avec vingt victoires pour l'Australie contre dix-neuf pour la Grande-Bretagne. Depuis 1970, les Australiens ont remporté treize Ashes consécutivement. Cette série de test-matches n'est plus disputée depuis 2003 en raison de la création du tournoi des Tri-Nations, aujourd'hui devenu le Four Nations et depuis la décision en 2006 de la Rugby Football League de préférer que les joueurs revêtent les maillots anglais, gallois et écossais, permettant ainsi à ces trois nations d'être représentées dans les compétitions.
Le 3 août 2023, l'International Rugby League annonce, via la publication d'un calendrier international portant jusqu'en 2030, le retour de cette opposition, en Australie en 2025, et en Angleterre en 2028. Pour la première fois, des Ashes féminines seront également disputés lors de ces dates.
Cette édition de 2025 est promise à un grand succès, puisque six mois avant la première rencontre  « Il n’y a déjà plus de places disponibles pour les test-matchs prévus à Headingley et à Liverpool  ».